# Homevideo
Homevideo ist ein deutscher Fernsehfilm von Regisseur Kilian Riedhof aus dem Jahr 2011. Das Drehbuch schrieb Jan Braren. 2011 wurde er mit dem Deutschen Fernsehpreis in der Sparte Bester Fernsehfilm und im Folgejahr mit dem Grimme-Preis und der Rose d’Or ausgezeichnet.

## Inhalt
Der 15-jährige Jakob Moormann ist der mitten in der Pubertät stehende Sohn von Irina und Claas Moormann und älterer Bruder der kleinen Amelie. Die Eltern haben große Beziehungsprobleme, die Mutter entscheidet sich für die Trennung von ihrem Mann. Jakobs schulische Leistungen leiden unter dieser Situation, gleichzeitig beginnt für ihn aber eine Liebesbeziehung mit seiner 13-jährigen Mitschülerin Hannah. In den Wirren der Trennungsphase verleiht Jakobs Mutter unbedacht dessen Videokamera an seine Mitschüler Henry und Erik. Auf der Speicherkarte der Kamera finden die beiden private Aufnahmen von Jakobs Familie, eine Szene, in der er Hannah seine Liebe gesteht und eine Szene, in der er masturbiert.
Henry erpresst Jakob im Beisein von Tom mit den Videos und fordert fünfhundert Euro, da er ansonsten die Szenen im Internet veröffentlichen würde. Jakobs Vater ist Polizist und setzt sich für die Wiederbeschaffung der Karte ein. Jakob erhält die Speicherkarte zurück, stellt aber entsetzt fest, dass Kopien der Liebeserklärung und der Masturbations-Szene im Internet über ein soziales Netzwerk verbreitet werden. Schon kurze Zeit später werden die Videoclips über die Handys von zahlreichen Mitschülern ausgetauscht. Jakob und Hannah werden verspottet und gemobbt, er erhält über das Netzwerk wüste Beschimpfungen. Als Hannah die Masturbations-Szene wahrnimmt, distanziert sie sich von Jakob, ihre Eltern drohen mit Einschaltung der Polizei. Jakob versucht verzweifelt, durch eine Schlägerei auf dem Schulhof die Verbreitung der Clips zu verhindern. Durch seine Verletzungen bei dieser Tat und weil ein Lehrer in dieser Situation angegangen wird, spitzt sich die Situation zu: Die Eltern von Jakob und die Schule erhalten Kenntnis von den Clips und deren Veröffentlichung, an einem Elternabend wird über den Sachverhalt heftig diskutiert. Zuerst reagiert Jakobs Vater empört über die Aufnahmen, er sucht aber den Kontakt zu der inzwischen ausgezogenen und in einer Beziehung zu einer Frau lebenden Irina Moormann. Sie finden in der Sorge um ihren Sohn wieder zusammen, es wird aber deutlich, dass sie ihre Probleme allein dadurch nicht überwinden können. Beide setzen sich allerdings gemeinsam bei der Schule für Jakob ein, dieser wird aber dennoch vom Unterricht ausgeschlossen. Bei einer Befragung durch die Klassenlehrerin und den Schulleiter bekennt sich keiner von Jakobs Mitschülern zu der Veröffentlichung der Videoclips. Hannah geht ebenfalls wieder auf Jakob zu und gesteht ihm ihre Zuneigung. Als sie sich körperlich annähern, wird Jakob aber so zudringlich, dass Hannah aus dieser Situation flüchtet. Mit der Anmeldung an einer anderen Schule und dem Aufeinanderzugehen der Eltern tritt äußerlich Entspannung in Jakobs Leben ein. Allerdings erscheint er so stark traumatisiert, dass ihn das Wiedererkanntwerden durch einen Schüler der neuen Schule stark belastet. Am Ende des Films begeht Jakob mit der Dienstwaffe seines Vaters Suizid.

## Produktion
Der Film wurde von Arte, dem NDR und dem BR in Zusammenarbeit mit der Produktionsfirma teamWorx produziert. Die Dreharbeiten fanden vom 22. September 2010 bis 23. Oktober 2010 in Hamburg und Umgebung statt. Die Redaktion lag bei Jeanette Würl (NDR), Claudia Simionescu (BR) und Andreas Schreitmüller (ARTE). Die Uraufführung war beim Filmfest München am 27. Juni 2011. Im Fernsehen lief Homevideo erstmals am 19. August 2011 auf Arte. Bei der Ausstrahlung im Hauptabendprogramm des Ersten erreichte der Film am 19. Oktober 2011 mit 3,09 Millionen Zuschauern und 9,7 Prozent Marktanteil für den Sendeplatz unterdurchschnittliche Quoten.
Das Drama erschien im Januar 2012 auf DVD.

## Rezeption

### Kritik
„Homevideo ist in vielerlei Hinsicht ein bemerkenswerter Film, und das nicht nur des Themas wegen. Die realitätsnahe Inszenierung durch Kilian Riedhof und die Bildgestaltung durch Benedict Neuenfels lassen einen hautnah miterleben und nachvollziehen, was Jacob durchmacht.“

„Starke Autoren- und Regie-Leistungen sowie erstklassige Besetzungen prägen den Fernsehfilm des Jahres.“

„Der Film […] besticht durch seine Direktheit. Das Fernsehen spricht selten die Sprache der Jugendlichen und findet selten den richtigen Ton für die Sprachlosigkeit, die zwischen Erwachsenen und Jugendlichen herrschen kann. Das ist hier anders. Nichts wirkt gestellt, gekünstelt, gespielt. Nicht der Umgang der Jugendlichen untereinander, nicht die Beziehung zwischen Sohn und Vater, den Wotan Wilke Möhring mit derselben Unmittelbarkeit ausstattet wie der jugendliche Hauptdarsteller.“

„Regisseur Kilian Riedhof versteht es hervorragend, das Einzelschicksal eines pubertierenden Jugendlichen in Deutschland glaubhaft zu erzählen, realistisch und ohne die oft bei Jugendthemen im deutschen Fernsehen peinlich aufgesetzt wirkenden Dialoge.“

„Intensives, vorzüglich gespieltes und inszeniertes (Fernseh-)Drama über die Medialisierung aller Lebensbereiche, das sich konsequent in innere Notstandsgebiete vorwagt. Sehr genau und einfühlsam in der Körperbeobachtung, fängt der Film rapide Stimmungswechsel genauestens ein und macht das Seelendrama des Jungen so anschaulich und greifbar, dass man vollkommen davon erfasst wird.“

### Auszeichnungen
- Deutscher Fernsehpreis 2011:
  - Bester Fernsehfilm[10]
  - Förderpreis für Jonas Nay[11]
- Deutscher Kamerapreis 2011 in der Kategorie Fernsehfilm/Dokudrama für Benedict Neuenfels[12]
- Fernsehfilm-Festival Baden-Baden 2011:[13]
  - Fernsehfilmpreis der Deutschen Akademie der Darstellenden Künste
  - 3sat-Zuschauerpreis
  - Sonderpreis für eine innovative und stilbildende Kameraarbeit an Benedict Neuenfels
- Grimme-Preis 2012 an
  - Jan Braren (Buch)
  - Kilian Riedhof (Regie)
  - Benedict Neuenfels (Bildgestaltung)
  - Jonas Nay, Sophia Boehme (Darstellung)
- Rose d’Or 2012: Bester Fernsehfilm[14]
- New Faces Award 2012:
  - Bester Nachwuchsschauspieler: Jonas Nay
  - Nominierung für Jannik Schümann
- Günter-Strack-Fernsehpreis 2012 an Jonas Nay
- Shanghai TV Festival 2012: 
  - Magnolia Award für den besten Fernsehfilm
  - Bester Schauspieler für Jonas Nay[15]